# Jon Favreau (Redenschreiber)

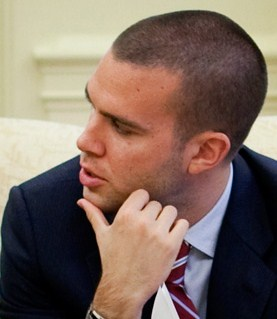
Jon Favreau

Jonathan E. „Jon“ Favreau (* 6. Juni 1981 in Winchester, Massachusetts) ist ein US-amerikanischer Ghostwriter. Er war der Redenschreiber des US-Präsidenten Barack Obama.
Favreau wuchs in Massachusetts auf. Am Holy Cross College in Worcester studierte er Politikwissenschaft und Soziologie. Im Jahr 2004 unterstützte er die Kampagne des damaligen Präsidentschaftskandidaten John Kerry. Von 2005 bis 2013 war er im Team von Barack Obama tätig und seit 2007 dessen Chefschreiber.
Seit 2016 betreibt er mit Jon Lovett und Tommy Vietor die Firma Crooked Media, die Podcasts über die Politik und die Skandale von US-Präsident Donald Trump veröffentlicht.